# Бабингер, Франц
Франц Бабингер (нем. Franz Babinger; 15 января 1891, Вайден, Бавария — 23 июня 1967, Дуррес, Албания) — немецкий историк-востоковед, специализировавшийся на истории Османской империи. Профессор Мюнхенского университета. Член-корреспондент Национальной академии деи Линчеи и Баварской академии наук. Один из авторов второго издания фундаментальной «Энциклопедии ислама».

## Биография
Франц Бабингер с юных лет интересовался Ближним Востоком, ещё во время учёбы в школе он выучил иврит и персидский язык, вёл переписку с известным востоковедом Игнацем Гольдциером, опубликовал несколько научных статей. После школы Бабингер окончил Мюнхенский университет, защитил там в 1914 году докторскую диссертацию.
Во время Первой мировой войны Бабингер служил на Ближнем Востоке. После войны он продолжил учёбу в берлинском Университете Фридриха Вильгельма и в 1921 году защитил вторую докторскую диссертацию. До 1933 году Бабингер был профессором в Университете Фридриха Вильгельма, после прихода нацистов к власти он по приглашению румынского коллеги Николае Йорги стал преподавать в Румынии. В 1943 году Бабингер вернулся в Германию, в 1948 году стал преподавать в Мюнхенском университете, вышел на пенсию в 1958 году. 23 июня 1967 года Бабингер утонул в результате несчастного случая, находясь в Албании.
Наиболее известная работа Франца Бабингера — биография османского султана Мехмеда II Завоевателя (опубликована в 1953 году). Бабингер был членом Национальной академии деи Линчеи и Баварской академии наук.